# Коровин, Иван Павлович
Ива́н Па́влович Коро́вин (1843 — 25 августа [7 сентября] 1908, Санкт-Петербург) — , тайный советник, доктор медицины; приват-доцент кафедры детских болезней Императорской медико-хирургической академии, один из основоположников Санкт-Петербургской и Российской школы врачей-педиатров; первый почётный лейб-педиатр Двора Его Императорского Величества.

## Биография
Информация о раннем периоде жизни И. П. Коровина весьма скудна. Известно, что родился он в семье православного священника, однако сведения о месте рождения и полученном среднем образовании отсутствуют. Был потомственным дворянином в первом поколении.
После окончания гимназии, в 1865 году он поступил в Медико-хирургическую академию, из которой в 1870 году был выпущен в звании лекаря в распоряжение Военного ведомства с назначением на должность младшего врача Николаевского военного госпиталя. Одновременно практиковал как частный врач.
В 1874 году защитил в Медико-хирургической академии докторскую диссертацию «К вопросу об употреблении крахмалистой пищи грудными детьми». По времени это совпало с организацией в академии первой в России кафедры детских болезней и переездом детской клиники в новое здание на территории Михайловской больницы баронета Я. В. Виллие. В 1876 году кафедру возглавил профессор Н. И. Быстров, который пригласил Коровина на должность ассистента. Не оставляя работы в Николаевском военном госпитале, где к тому времени Иван Павлович был уже старшим ординатором, он впервые стал практиковать в детской клинике академии и занялся преподавательской деятельностью.
Примерно в эти же годы он был привлечён к медицинскому наблюдению за детьми императора Александра II от морганатического брака с княжной Е. М. Долгоруковой. Позже, с рождением в 1877 году великого князя Бориса Владимировича, Коровин стал наблюдать и детей третьего сына Александра II — великого князя Владимира Александровича. При Александре III он стал первым детским врачом, кто получил придворное звание почётного лейб-педиатра.
После рождения в 1895 году первой дочери нового императора Николая II, великой княжны Ольги, И. П. Коровин был назначен состоять при детях императорской семьи, а в 1897 году был зачислен в Придворный штат ЕИВ. Это означало, что он должен был находиться с детьми императора почти неотлучно и сопровождать их во всех многочисленных поездках. В обязанности лейб-педиатра входило не только их лечение в случае заболеваний, но и наблюдение за развитием, подбор кормилиц и нянь, контроль питания и соблюдения гигиенических требований, и многое, многое другое. С рождения в 1904 году цесаревича Алексея и на протяжении четырёх лет Коровин был его лечащим врачом, то есть оказался непосредственно причастным к диагностике гемофилии у наследника и лечению её проявлений.
Все эти годы он продолжал заниматься лечебной работой в Николаевском военном госпитале и детской клинике баронета Виллие. Есть сведения, что наряду с профессором Д. А. Соколовым он участвовал в проектировании Городской детской больницы «В память священного коронования Их Императорских Величеств».
В 1907 году, за год до смерти, из-за тактической ошибки, которая, к счастью, не имела последствий для здоровья августейших детей, Иван Павлович был отстранён от лечения особ императорской крови. По воспоминаниям Софьи Ивановны Тютчевой — фрейлины, воспитательницы дочерей Николая II, во время болезни великой княжны Анастасии Николаевны:

«К 12 часам приехал лейб-педиатр Иван Павлович Коровин, старик, у которого уже был один удар. Он снял плёнки для анализа, и когда я спросила, не может ли это быть дифтерит, ответил: „Зачем предполагать такие ужасы!“ Императрице сообщили о заболевании Анастасии Николаевны, и она приказала перевести её в изоляционную комнату.
… Целый день мы прождали ответа Коровина относительно анализа, но так и легли спать в полном неведении. Я подумала, что случись такое заболевание у нас, в частном семействе, то давно уж были бы приняты все меры. На другой день появился Коровин с результатом анализа: у Анастасии Николаевны был дифтерит. „Когда же вы получили анализ?“ — спросила я. „В 12 часов ночи“, — ответил врач. „И сообщили только сейчас?“ — „Я не хотел беспокоить её величество“.»— Воспоминания Софьи Ивановны Тютчевой
Это был последний день работы Коровина при Дворе. Вскоре его место занял почётный лейб-педиатр Сергей Алексеевич Острогорский.
Скончался у себя дома от повторного апоплексического удара 25 августа (7 сентября) 1908 года в возрасте 65 лет. Семейное захоронение Коровиных находится на Никольском кладбище Алесандро-Невской лавры.

## Отдельные научные труды
- Коровин И. П. К вопросу об употреблении крахмалистой пищи грудными детьми. Дис. на степень д-ра мед. И. Коровина, исправляющего должность ассист. Детск. отд-ния Михайловск. клинич. больницы баронета Виллие.. — СПб.: тип. В.Я. Мануилова, 1874. — 48 с. — (Дис. на степ. д-ра мед.).
- Коровин И. П. Об отделении слюны и её диастетической способности у новорожденных и грудных детей./ Труды общества русских врачей в С. -Петербурге. — СПб., 1872-73. — 37-39 с.

## Семья
Жена: Вера Михайловна Коровина (дочь купца 2-й гильдии Михаила Пеканова). Три брата, один из них: Александр Павлович Коровин, диакон в Похвало-Богородицкой церкви, село Орловское (ныне Орёл) Соликамского уезда (1898 г.). Дети: дочь София (1874 г.р.), сын Михаил Иванович Коровин (1877 г.р.).

## Адреса в Петербурге
- В 80-х годах XIX столетия И. Н. Коровин проживал в Царском Селе, по Средней ул., д. 15 (дом Дорофеева), что определялось необходимостью быть поблизости от детей великого князя Владимира Александровича;
- С 1894 года Иван Николаевич снимал квартиру на Моховой ул., д. 22;
- Его последним адресом с 1901 года стал дом 12 на Пантелеймоновской ул.